# Brenda Graff
Pour les articles homonymes, voir Graff.
Brenda Graff, née le 20 juillet 1994 à Ensenada (Argentine), est une joueuse internationale argentine de volley-ball évoluant au poste de centrale.

## Biographie

### Famille
Sa sœur, Ailin Graff, joue également dans le Championnat d'Argentine, tout comme sa nièce Carolina Onofri, qui fut aussi sa coéquipière au Gimnasia y Esgrima La Plata.

### Carrière
Originaire de la province de Buenos Aires, elle commence à jouer au volley-ball au Centro Residentes Santiagueños de Berisso, avant d'intégrer le Club Universitario de La Plata (es) (2013–2014) puis de rejoindre le Gimnasia y Esgrima La Plata (2014–2022). Avec ce dernier, elle remporte la Ligue d'Argentine lors de la saison 2016-2017.
En octobre 2022, elle rejoint le Championnat du Portugal en s'engageant pour le Clube Kairós. 
En juillet 2023, le club du Championnat grec, le Protathlites Pefkon, annonce sa signature.
En septembre 2024, elle rejoint le Championnat du Pérou en étant recrutée par le Club Universitario de Deportes.

### Équipe nationale argentine
Elle intègre pour la première fois l'équipe d'Argentine lors de la saison internationale 2017, où elle dispute notamment l'universiade d'été, à Taipei (Taïwan). 
Elle fait partie de la liste des 14 joueuses retenues par le sélectionneur Hernán Ferraro (es) pour le Championnat du monde 2022 où l'équipe se classe 16e.
Elle est finaliste du championnat d'Amérique du Sud en 2023, remporté par le Brésil.
En 2023, elle remporte la Coupe panaméricaine. Elle réitère cette performance lors de la Coupe panaméricaine 2024, après la victoire en finale face aux États-Unis.

## Clubs
- Gimnasia y Esgrima La Plata (2014–2022)
- Clube Kairós (2022–déc.2022)
- Gimnasia y Esgrima La Plata (jan.2023–2023)
- Protathlites Pefkon (2023–2024)
- Club Universitario de Deportes (2024–)

## Palmarès

### En sélection nationale
- Championnat d'Amérique du Sud :
  - Finaliste en 2023.
  - 3e place en 2021.

- Coupe panaméricaine (2) :
  - Vainqueur en 2023, 2024.

### En club
- Championnat d'Argentine (1) :
  - Vainqueur en 2017.
  - Finaliste en 2021, 2022.